# Gymnocalycium oenanthemum
Gymnocalycium oenanthemum är en kaktusväxtart som beskrevs av Curt Backeberg. Gymnocalycium oenanthemum ingår i släktet Gymnocalycium och familjen kaktusväxter. Inga underarter finns listade i Catalogue of Life.

## Bildgalleri

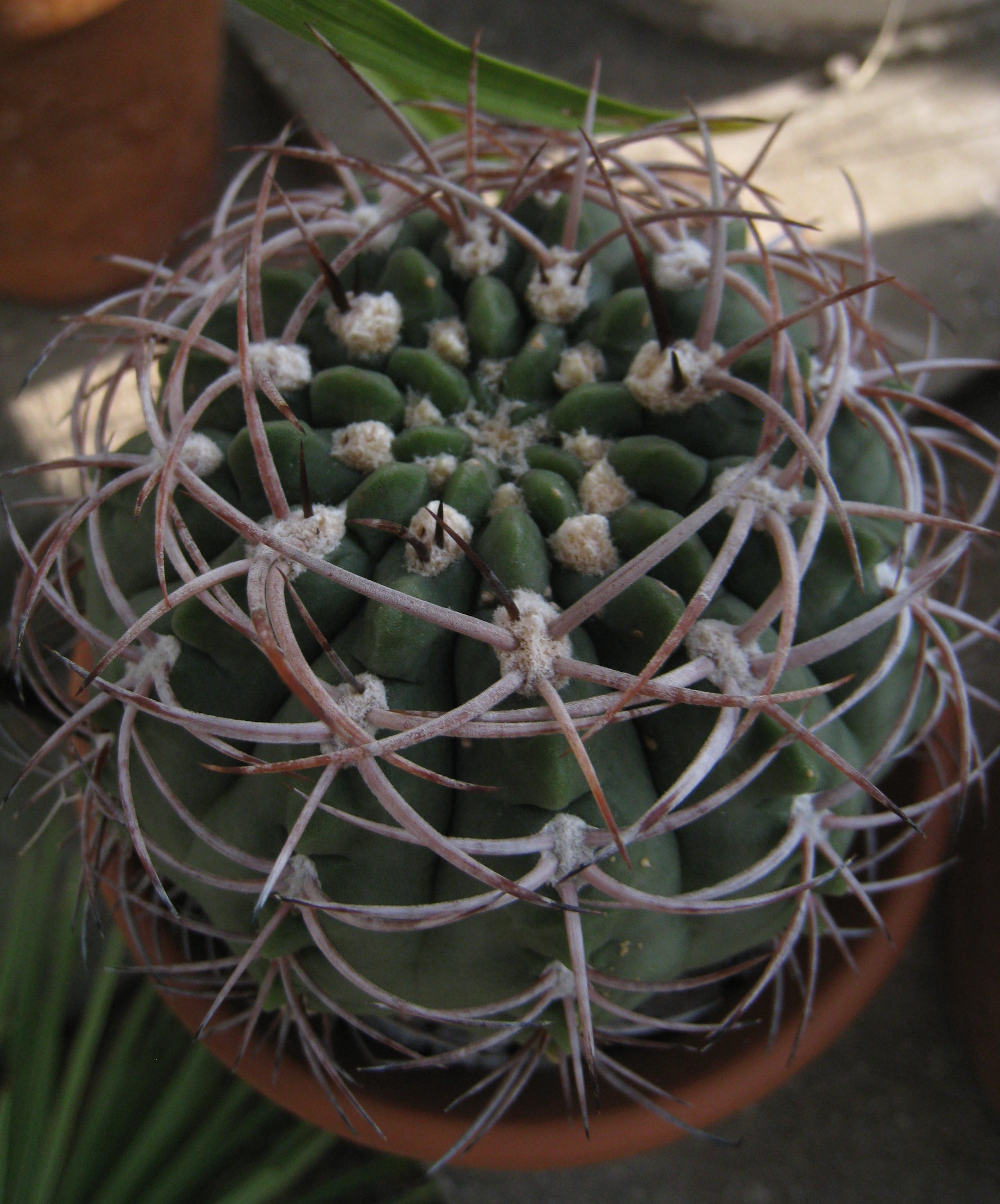
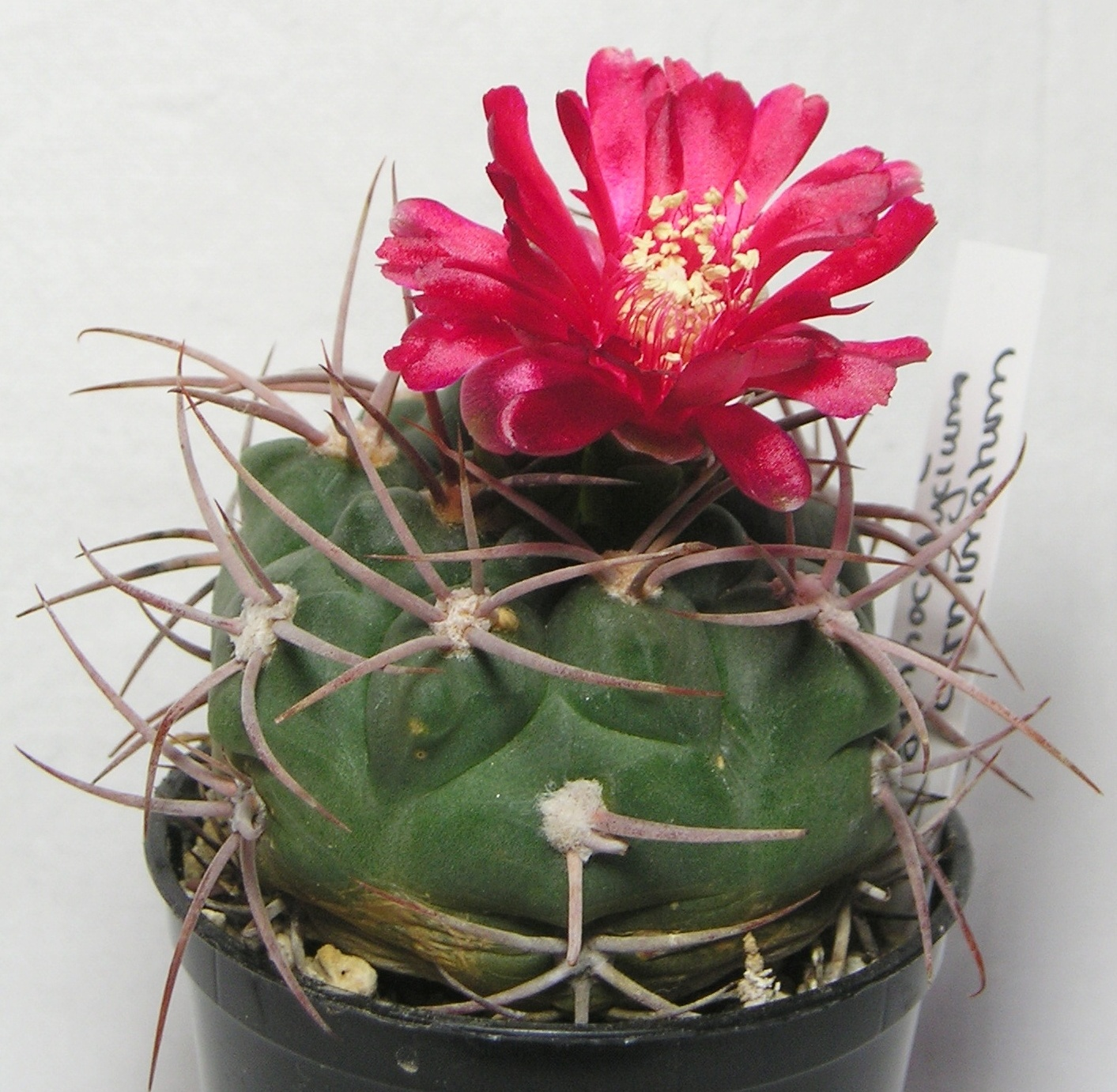
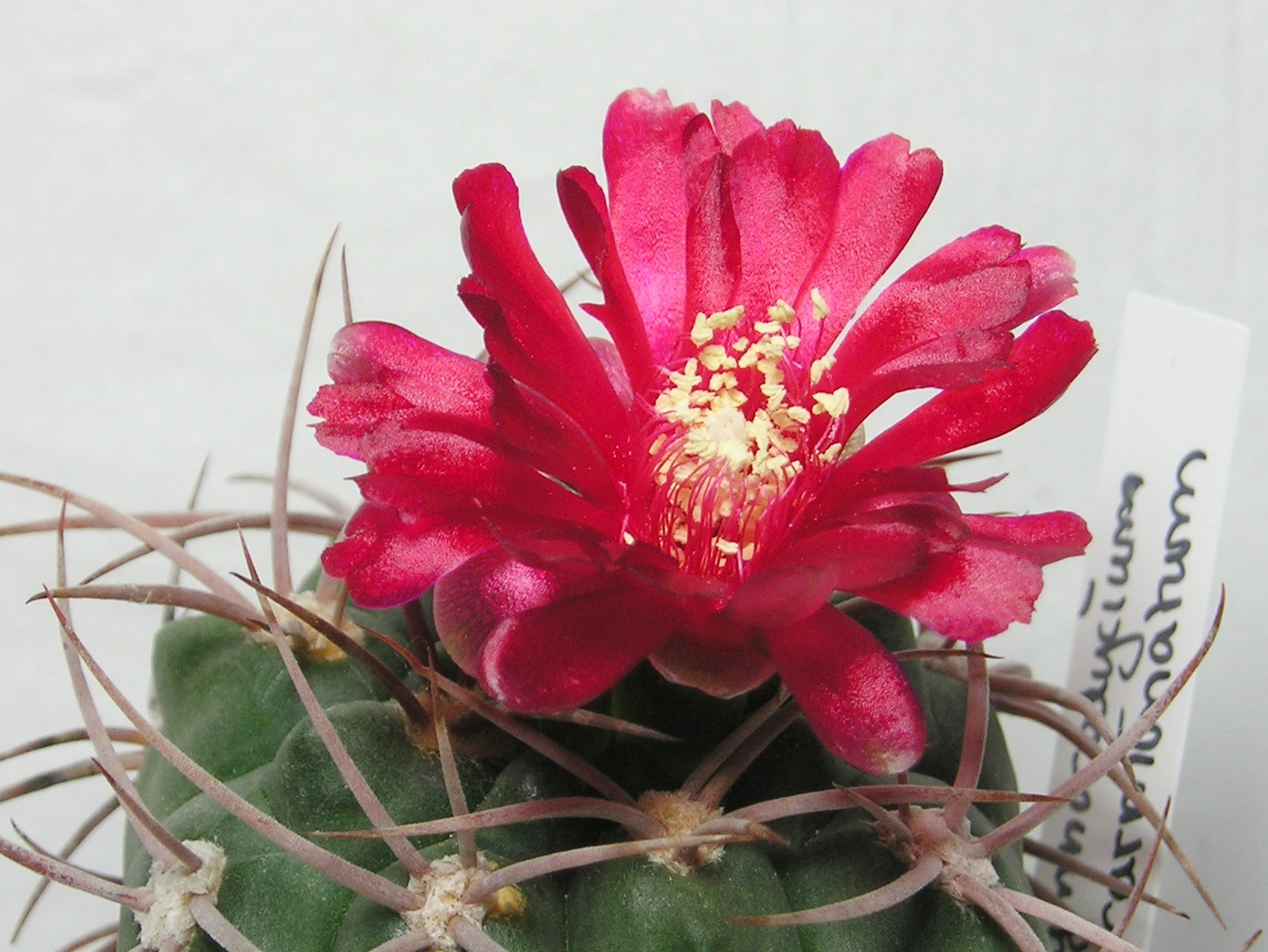
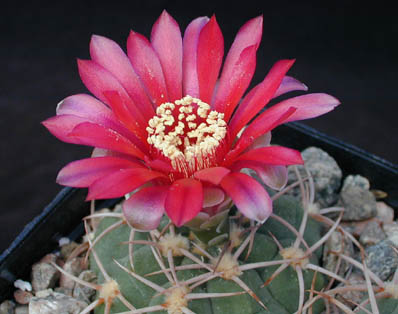
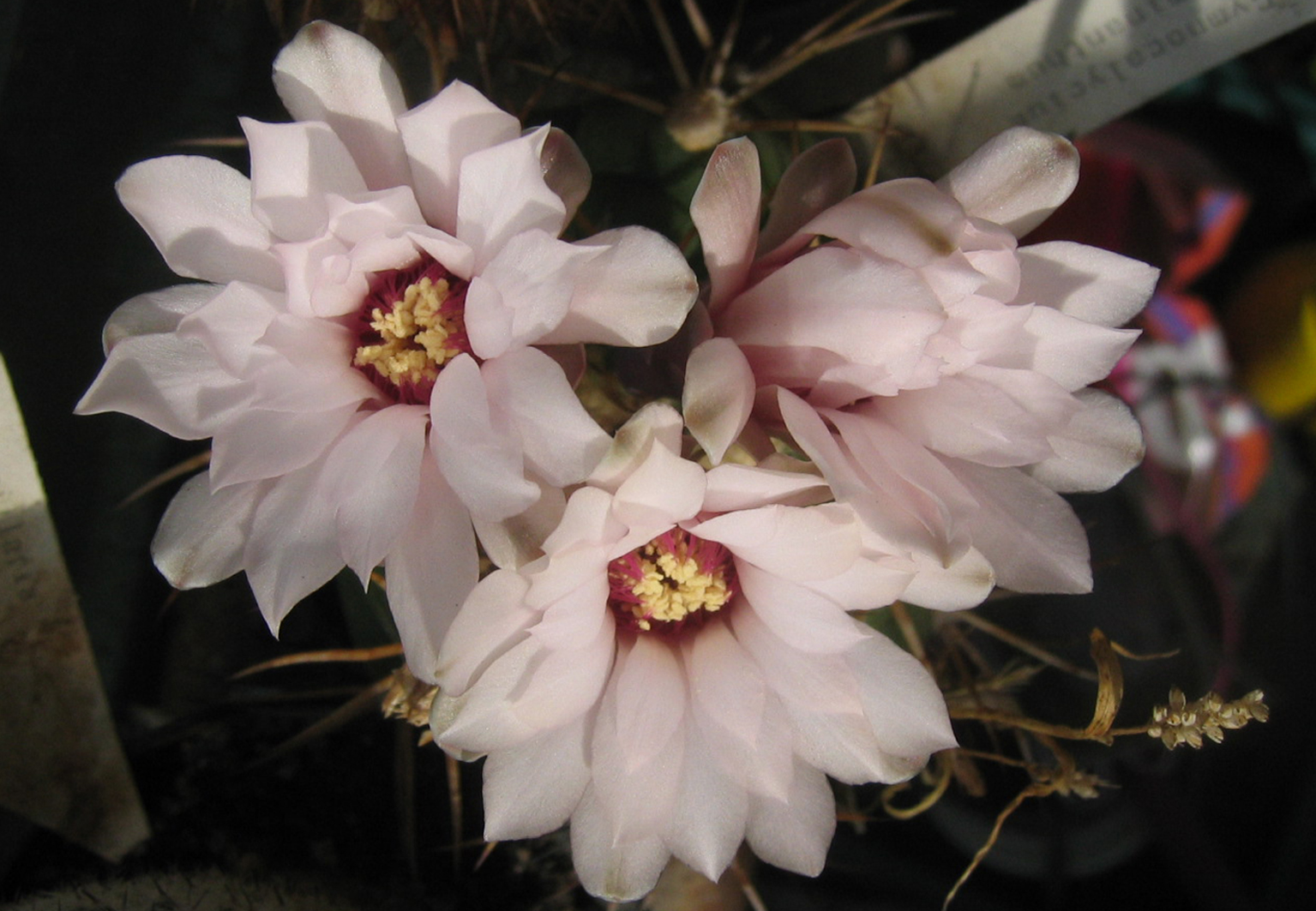